# 東京勤労者医療会
医療法人財団東京勤労者医療会（とうきょうきんろうしゃいりょうかい）は、日本で医療機関を開設している日本共産党系列の医療法人財団である。略称は東京勤医会。東京民主医療機関連合会（東京民医連）加盟。法人所在地は東京都渋谷区千駄ヶ谷一丁目。
東京都、千葉県、埼玉県に33の事業所（病院・医科診療所・歯科診療所・訪問看護ステーション・地域包括支援センター・看護学校）を開設している。中野共立病院（東京都中野区中野）を開設する医療法人社団健友会等と共に事業協同組合「協同組合医療と福祉」を結成し、求人や資材調達等を共同で行っている。
東京都渋谷区の代々木病院、千葉県流山市の東葛病院、埼玉県三郷市のみさと協立病院が主な医療機関である。本項では代々木病院、みさと協立病院についても記述する。

## 沿革
- 1946年 - 代々木診療所（代々木病院の前身）開設
- 1985年 - みさと協立病院取得
- 1993年 - 東京勤医会、東葛病院など3法人が合同して当法人設立

## 代々木病院
医療法人財団東京勤労者医療会 代々木病院（よよぎびょういん）は、東京都渋谷区千駄ヶ谷にある病院である。
- 一般病床150床（うち回復期リハビリテーション病棟49床、地域包括ケア病棟52床、障害者病棟49床）
- 内科、リハビリテーション科、精神・神経科、整形外科、眼科、皮膚科、泌尿器科
- 救急告示病院（二次救急）に指定されている[1]。
- 交通：JR中央線 千駄ケ谷駅・都営地下鉄大江戸線 国立競技場駅　各駅前3~10分徒歩。

## みさと協立病院
みさと協立病院は、埼玉県三郷市田中新田273-1にある病院である。千葉県流山市の東葛病院とは、江戸川（堤防）を挟んでほぼ対岸付近、直線距離で約800メートルしか離れていないが、両病院付近に橋が架かっていないため南方へ迂回をする必要があり、公共交通機関を利用する場合、JR武蔵野線・路線バスの乗り継ぎとなる。
- 一般病床102床（うち、障害者病棟60床、回復期リハビリテーション病棟42床）
- 内科・リハビリテーション科・精神科・神経科・人工透析
- 交通：JR武蔵野線三郷駅より送迎バス

## 診療所
- 外苑診療所 （東京都渋谷区神宮前2-19-16）
- 農大通り診療所（東京都世田谷区経堂1-5-6）
- 代々木診療所（東京都渋谷区千駄ケ谷4-26-6　日本共産党本部ビル2階）
日本共産党中央委員会が入る同党本部ビル2階の一部を賃借[2]して設置している。「共産党本部の勤務員の健康管理を中心」としている一方で、地域住民など一般人の利用も可能であり、同ビルの商店街側に診療所専用入口（階段）がある。
- おおくぼ戸山診療所（東京都新宿区新大久保2-8-2）
- 東葛病院付属診療所（千葉県流山市下花輪409-6）
- 野田南部診療所（千葉県野田市山崎1737-2）
- 新松戸診療所（千葉県松戸市新松戸4-2-2）
- あびこ診療所（千葉県我孫子市柴崎台2-1-3）
- 新松戸メンタルクリニック（千葉県松戸市新松戸4-2-2）
- メンタルクリニックみさと（埼玉県三郷市三郷1-5-6）

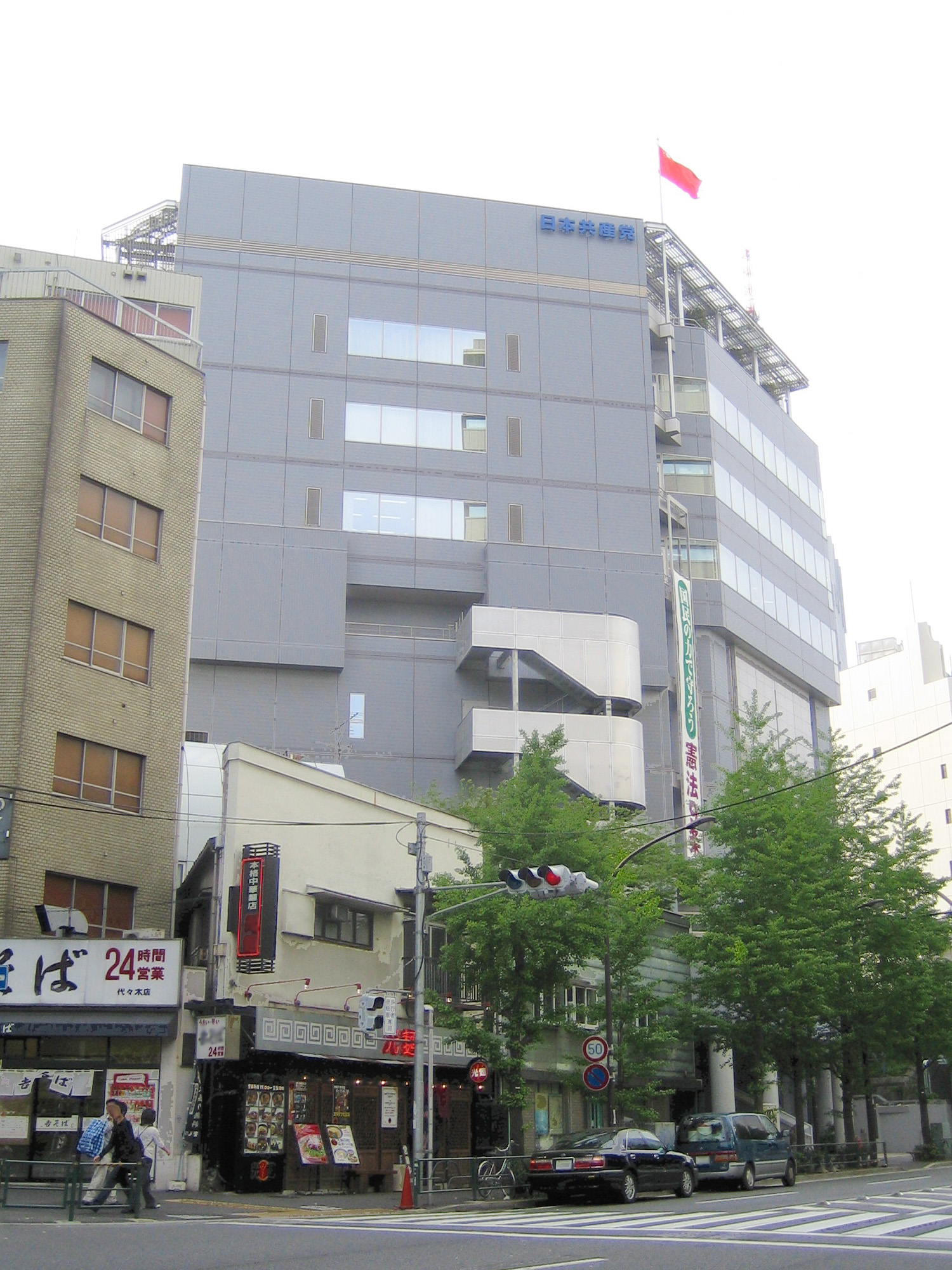
代々木診療所が入居する日本共産党本部ビル

## 歯科診療所
- 代々木歯科（東京都渋谷区千駄ヶ谷5-12-12）
- 東葛歯科（千葉県流山市下花輪409-6）
- 新松戸診療所歯科（千葉県松戸市新松戸4-2-2）
- 野田南部歯科（千葉県野田市山崎1737-1）

## 訪問看護ステーション
- 経堂すずらん訪問看護ステーション（東京都世田谷区宮坂3-12-4）
- 戸山訪問看護ステーション（東京都新宿区大久保2-4-12）
- 代々木訪問看護ステーション（東京都渋谷区千駄ケ谷4-11-9）
- ほんまち訪問看護ステーション（東京都渋谷区本町4-41-12）
- 江戸川台訪問看護ステーション（千葉県流山市江戸川台西2-56）
- わかくさ訪問看護ステーション（千葉県我孫子市下ヶ戸1811-5）
- たんぽぽ訪問看護ステーション（千葉県流山市三輪野山410）
- 野田南部訪問看護ステーションそよかぜ（千葉県野田市山崎1737-2）
- 松戸なのはな訪問看護ステーション（千葉県松戸市新松戸4-2-2）
- 柏豊四季訪問看護ステーション（千葉県柏市豊四季304-23）
- 訪問看護ステーション早稲田（埼玉県三郷市早稲田2-2-1）

## 地域包括支援センター
- 流山市中部地域包括支援センター（千葉県流山市下花輪409　東葛病院内）
- 三郷市地域包括支援センター早稲田（埼玉県三郷市早稲田2-2-1）

## 看護学校
- 勤医会東葛看護専門学校（千葉県流山市下花輪409）

## 関連書籍
いずれも勤務医の著書。
- 『ふんばる医者の眼』（民医連『いつでも元気』連載より 高柳新著 新日本出版社 2009年）ISBN 978-4-406-05223-8
- 『研修医』（谷川智行 後藤慶太郎共著 新日本出版社 2004年）ISBN 4406030751
- 『父の親指』（民医連『いつでも元気』連載より 高柳新著 新日本出版社 2003年）ISBN 978-4-406-03022-9
- 『人の情けは医のこころ』（民医連『いつでも元気』連載より 高柳新著 新日本出版社 1998年）ISBN 978-4-406-02576-8

## 関連人物
- 岩佐京子（臨床心理士） - 『テレビに子守りをさせないで』、『危険！テレビが幼児をダメにする！！』」などの自閉症に関する著書がある。代々木病院で勤務経験がある。
- 小池晃（参議院議員、医師） - 代々木病院で勤務経験がある。
- 御庄博実（詩人、医師） - 代々木病院で勤務経験がある。
- 林家彦六（落語家） - 代々木病院で死去。
- 花沢徳衛（俳優） - 代々木病院で死去。
- 宮本顕治（日本共産党元議長） - 代々木病院で死去[3]。